# Hypolobocera dantae
Hypolobocera dantae is een krabbensoort uit de familie van de Pseudothelphusidae. De wetenschappelijke naam van de soort is voor het eerst geldig gepubliceerd in 2004 door Rodríguez & Suárez.